# Sellerio Editore
Sellerio ist ein italienisches Verlagshaus, das 1969 in Palermo durch Elvira Sellerio und ihren Ehemann, den Fotografen Enzo Sellerio, gegründet wurde.

## Geschichte
Leonardo Sciascia und der Palermitaner Volkskundler Antonino Buttitta, Sohn des Lyrikers Ignazio Buttitta, gehörten zu den geistigen Ziehvätern der Verlagsidee. Veröffentlicht werden sowohl Romane und Essays als auch Foto- und Kunstbände. Übersetzungen antiker und mittelalterlicher Autoren haben in der Reihe La memoria ebenso ihren Platz gefunden wie die Texte nichtitalienischer Schriftsteller. Inzwischen ist das Verlagsprogramm auch durch eine Reihe für den Gebrauch in der Schule bestimmter Erzählungen mit Kommentarheften (Narrativa per la scuola) ergänzt worden, in der sich Apuleius neben Camilleri und Thomas Hardy und Mary Lamb oder Alberto Moravia findet. Historische Themen werden ebenfalls behandelt: beim Verlag sind unbekannte Quellen zur Geschichte der Inquisition in Sizilien und einige grundlegende Abhandlungen darüber, zum Teil als Neuausgabe längst vergriffener Werke, veröffentlicht worden. Hinzu kommen Schriften zur Archäologie und Baugeschichte und einige wissenschaftliche Tagungsbände mit Bezug zu Sizilien. Außerdem ist eine italienische Übersetzung der Bibliothek des Diodor zu nennen.
Die Ausstattung der Taschenbuchreihen ist gekennzeichnet durch das Titelbild auf dem Umschlag, für das neben historischen Kunstwerken öfters auch Werke zeitgenössischer Künstler, vorwiegend aus Sizilien, gewählt werden. In den Anfangsjahren wurde auch regelmäßig auf die Verwendung hochwertigen Papiers aus den Papiermühlen von Fabriano hingewiesen.
Elvira Sellerio starb am 3. August 2010 im Alter von 74 Jahren in Palermo. Enzo Sellerio starb am 22. Februar 2012, drei Tage vor seinem 88. Geburtstag, in Palermo.

## Schriftsteller (Auswahl)
- Giulio Angioni
- Roberto Bolaño[2]
- Gesualdo Bufalino[2]
- Ignazio Buttitta[2]
- Andrea Camilleri[2]
- Luciano Canfora[2]
- Gianrico Carofiglio[2]
- Vincenzo Consolo[2]
- Sergej Donatovič Dovlatov[2]
- Giorgio Fontana
- Friedrich Glauser[2]
- Hans Peter Isler
- Giovanni Merenda
- Laura Pariani
- Santo Piazzese[2]
- Leonardo Sciascia[2]
- Adriano Sofri,[2] der für Sellerio auch die Reihe Fine secolo (Ende des Jahrhunderts) als Herausgeber betreut
- Mario Soldati
- Arnold J. Toynbee
- Manuel Vázquez Montalbán
- Per Wahlöö